# Mauri Rose
Mauri Rose (n. 26 mai 1906 - d. 1 ianuarie 1981) a fost un pilot de curse auto american care a evoluat în Campionatul Mondial de Formula 1 între anii 1950 și 1951.
1. 1 2  Mauri Rose, Find a Grave, accesat în 9 octombrie 2017